# Макнот, Уильям Грей
Уильям Грей Макнот (англ. William Gray McNaught; 30 марта 1849, Лондон — 13 октября 1918, Лондон) — английский музыкальный педагог, журналист и хоровой дирижёр.
С детских лет пел в хоре, самоучкой выучился играть на скрипке, давал уроки музыки, организовал из своих товарищей по хору небольшой инструментальный ансамбль. В 1872—1876 гг. учился в Королевской академии музыки у Джорджа Александра Макфаррена (гармония), Уильяма Фоукса (скрипка), Ф. Р. Кокса (вокал) и Томаса Уингема (фортепиано). Одновременно с 1873 г. в течение десяти лет руководил собственным хоровым коллективом в лондонском районе Степни, во главе которого в том же году выиграл хоровой конкурс в Хрустальном дворце. В 1874—1890 гг. дирижировал хоровыми концертами в концертном зале лондонского района Боу.
Вёл обширную преподавательскую работу. В 1882—1901 гг. заместитель инспектора по музыкальному образованию министерства образования Великобритании. В 1888 г. выпустил, в соавторстве с Джоном Эвансом, учебник «Школьный учитель музыки» (англ. School Music Teacher), рассчитанный прежде всего на педагогов, которые не являются музыкантами по образованию и не сосредоточены только на преподавании музыки. С 1892 г. был главным редактором журнала School Music Review, а с 1910 г. и до конца жизни редактировал также журнал The Musical Times, во главе которого, однако, по мнению позднейшего исследователя, не совершил ничего существенного.
В 1896 году удостоен так называемой Ламбетовской (присуждаемой архиепископом Кентерберийским) степени доктора музыки.
Его сын, также Уильям Макнот (1883—1953), редактировал The Musical Times в 1944—1953 гг.